# Pohřebiště Heath Wood
Vikinské pohřebiště Heath Wood se nachází nedaleko obce Ingleby v anglickém hrabství Derbyshire ve Spojeném království.

## Popis
Pohřebiště Heath Wood, zahrnující 59 mohyl, je výjimečné tím, že jde o jediné známé skandinávské pohřebiště se zpopelněnými těly na Britských ostrovech. Je považováno za válečný hřbitov vikinské Velké armády, která do Anglie připlula okolo roku 875. Dřívější průzkumy ukázaly, že některé mohyly jsou prázdné, protože těla nebyla k dispozici.
Vykopávky v roce 2004 měly za výsledek množství objevů, které se nyní nacházejí v Derbském muzeu. Předpokládá se, že tyto pozůstatky jsou ze stejného období jako pohřebiště objevené v nedalekém Reptonu, avšak těla v Reptonu nebyla zpopelněna.